# Monica Barbaro (attrice)
Monica Maria Barbaro (IPA: /ˈbɑːrbəroʊ/; San Francisco, 17 giugno 1990) è un'attrice statunitense con una formazione professionale da ballerina.
Nota soprattutto per i suoi ruoli nelle serie televisive Unreal (2016), Chicago P.D. (2016-2017), Chicago Justice (2017), The Good Cop (2018) e Splitting Up Together (2018-2019), nonché per il film indipendente The Cathedral (2021), Barbaro è divenuta celebre a livello internazionale per la sua performance in Top Gun: Maverick (2022), cui hanno fatto seguito il ruolo della co-protagonista nella serie Netflix FUBAR (2023-in corso) e quello di Joan Baez nel film biografico A Complete Unknown (2024), per cui ha ricevuto il plauso della critica ed è stata candidata sia allo Screen Actors Guild Award che al premio Oscar come miglior attrice non protagonista.

## Biografia

### Primi anni
Monica Barbaro è nata a San Francisco, California, da Heidi Wagner e Nicholas Barbaro, in una famiglia di origini messicane, tedesche e nicaraguensi da parte di madre e italiane da parte di padre. Ha una sorella, Eva, e un fratello, Michael. Dopo il divorzio dei genitori, avvenuto pochi anni dopo la sua nascita, Barbaro è cresciuta a Mill Valley, si è diplomata alla Tamalpais High School nel 2007 e ha iniziato a studiare balletto in tenera età seguendo parallelamente corsi opzionali di recitazione fino a conseguire una laurea in danza presso il programma Tisch School of the Arts della New York University nel 2010.
Dopo la laurea, Barbaro ha deciso di dedicarsi alla recitazione facendo ritorno a San Francisco, dove è stata scritturata per uno spot pubblicitario e un cortometraggio, si è procurata un agente e si è iscritta alla scuola di recitazione della Beverly Hills Playhouse.

### Carriera
Il primo ruolo significativo di Barbaro è stato nel 2013 come protagonista de It's Not About the Nail, un cortometraggio comico sulla comunicazione nel matrimonio divenuto virale. Il suo primo ruolo televisivo importante è stato quello del personaggio di Yael nella seconda stagione della serie televisiva Lifetime Unreal, successivamente si è unita al cast del dramma legale NBC Chicago Justice, parte del franchise One Chicago di Dick Wolf, nei panni di Anna Valdez. Nel 2018, Barbaro ha inoltre vestito i panni di Cora Vasquez in The Good Cop di Netflix, al fianco di Josh Groban e Tony Danza, mentre, dal 2018 al 2019 ha interpretato un ruolo ricorrente nella sitcom ABC Splitting Up Together. Nel blockbuster del 2022 Top Gun: Maverick, Barbaro interpreta il tenente Natasha "Phoenix" Trace, un'aviatrice della marina.
Nel 2023 compare nella commedia romantica At Midnight che, pur ricevendo recensioni contrastanti a livello di trama, riceve il plauso della critica per l'interpretazione di Barbaro, tanto che il San Francisco Chronicle ha commentato «Barbaro... dimostra con un fascino apparentemente naturale di saper gestire una commedia romantica». L'attrice ha potuto inoltre sfruttare le sue competenze da ballerina in una scena in cui lei e il co-protagonista Diego Boneta ballano un misto tra tango e salsa.
L'anno successivo interpreta l'attivista e cantante folk Joan Baez nel film biografico su Bob Dylan, diretto da James Mangold A Complete Unknown, con Timothée Chalamet, ruolo per la cui interpretazione prende lezioni di canto e chitarra ricevendo inoltre una nomination per l'Oscar alla miglior attrice non protagonista e una per lo Screen Actors Guild Award per la migliore attrice non protagonista cinematografica.
Nell'aprile 2025, Barbaro annuncia il suo imminente debutto teatrale, recitando in un revival del West End di Le relazioni pericolose al Royal National Theatre, al fianco di Lesley Manville e Aidan Turner per la regia di Marianne Elliott.

## Vita privata
Dal febbraio 2025 Barbaro è coinvolta sentimentalmente con l'attore Andrew Garfield.

## Filmografia

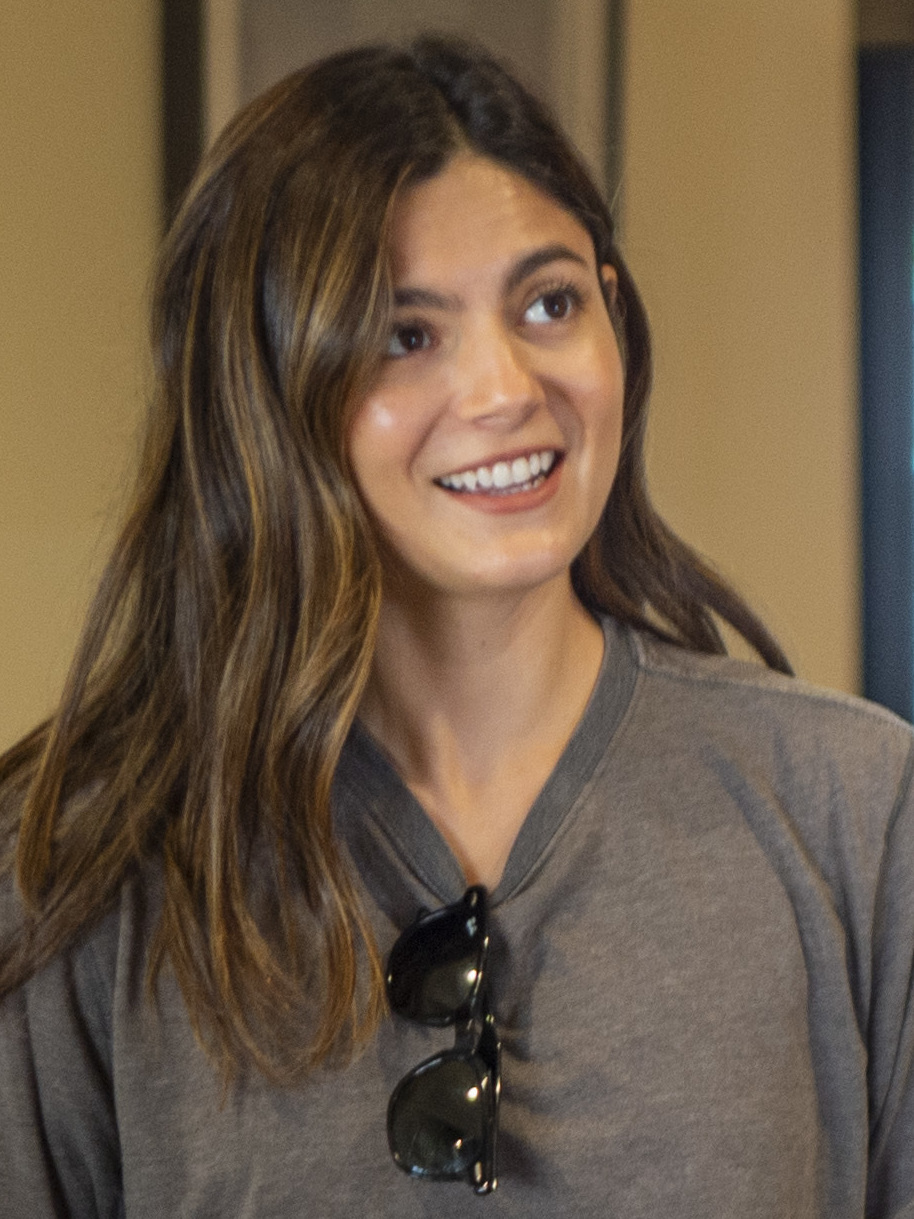
Barbaro nel 2022 alla Fleet Week San Francisco di Oakland.

### Attrice

#### Cinema
- Touchdown, regia di George Athanasiou – cortometraggio (2012)
- Table for One, regia di Jesse Coane – cortometraggio (2012)
- Thomas and Jackie, regia di Maria Mealla – cortometraggio (2012)
- Single Night, regia di Myles Chatman – cortometraggio (2013)
- Tinker, regia di Justin Plummer III e Martin Strauss – cortometraggio (2013)
- It's Not About the Nail, regia di Jason Headley – cortometraggio (2013)
- Bullish, regia di Brian Follmer e Jasen Talise (2013)
- The Wright Murders, regia di Veronica Duport Deliz – cortometraggio (2014)
- Decisions, regia di Edward Hong – cortometraggio (2014)
- Eyeball, regia di Robert Zimmerman – cortometraggio (2015)
- The Head Thieves, regia di Mike Hermosa (2018)
- Decomposition, regia di Ian Douglass – cortometraggio (2018)
- The Cathedral, regia di Ricky D'Ambrose (2021)
- Top Gun: Maverick, regia di Joseph Kosinski (2022)
- I'm Charlie Walker, regia di Patrick Gilles (2022)
- At Midnight, regia di Jonah Feingold (2023)
- A Complete Unknown, regia di James Mangold (2024)

#### Televisione
- Hemingway & Gellhorn, regia di Philip Kaufman – film TV (2012) - non accreditata
- Table Manners – serie TV, episodio 1x01 (2014)
- Stitchers – serie TV, episodio 1x07 (2015)
- Hawaii Five-0 – serie TV, episodio 6x15 (2016)
- Come sopravvivere alla vita dopo la laurea (Cooper Barrett's Guide to Surviving Life) – serie TV, episodio 1x09 (2016)
- Crazy Ex-Girlfriend – serie TV,  episodio 1x17 (2016)
- Unreal – serie TV, 10 episodi (2016)
- Notorious – serie TV, episodio 1x04 (2016)
- Chicago P.D. – serie TV, 4 episodi (2016-2017)
- Chicago Justice – serie TV, 13 episodi (2017)
- Lethal Weapon – serie TV, episodio 2x04 (2017)
- Munkey in the City – serie TV, 3 episodi (2017)
- The Good Cop – serie TV, 10 episodi (2018)
- Splitting Up Together – serie TV, 13 episodi (2018-2019)
- Stumptown – serie TV, 4 episodi (2019)
- FUBAR – serie TV, 16 episodi (2023-2025)

### Doppiatrice
- Forspoken – videogioco (2023)[25]

## Teatro
- Le relazioni pericolose. Royal National Theatre, Teatro del West End (2025)[26]

## Riconoscimenti
- St. Louis Film Critics Association
  - 2024 - Candidatura alla miglior attrice non protagonista per A Complete Unknown[27]
- Dallas-Fort Worth Film Critics Association
  - 2024 - Candidatura alla miglior attrice non protagonista per A Complete Unknown[28]
- Astra Awards
  - 2024 - Miglior debutto[29]
- Vancouver Film Critics Circle
  - 2025 - Candidatura alla miglior attrice non protagonista per A Complete Unknown[30]
- AARP Movies for Grownups Awards
  - 2025 . Candidatura al miglior cast per A Complete Unknown[31]
- Screen Actors Guild Award
  - 2025 - Candidatura alla migliore attrice non protagonista cinematografica per A Complete Unknown[32]
  - 2025 - Candidatura al miglior cast cinematografico per A Complete Unknown[32]
- Premio Oscar
  - 2025 - Candidatura alla miglior attrice non protagonista per A Complete Unknown[21]

## Doppiatrici italiane
Nelle versioni in italiano delle opere in cui ha recitato, Monica Barbaro è stata doppiata da:
- Ludovica Bebi in Top Gun: Maverick, A Complete Unknown
- Gemma Donati in Chicago P.D., Chicago Justice
- Letizia Ciampa in Unreal
- Valentina Mari in Lethal Weapon
- Elena Perino in The Good Cop
- Rossa Caputo in Stumptown
- Eva Padoan in At Midnight
- Domitilla D'Amico in FUBAR